# Gebrüder Wolff

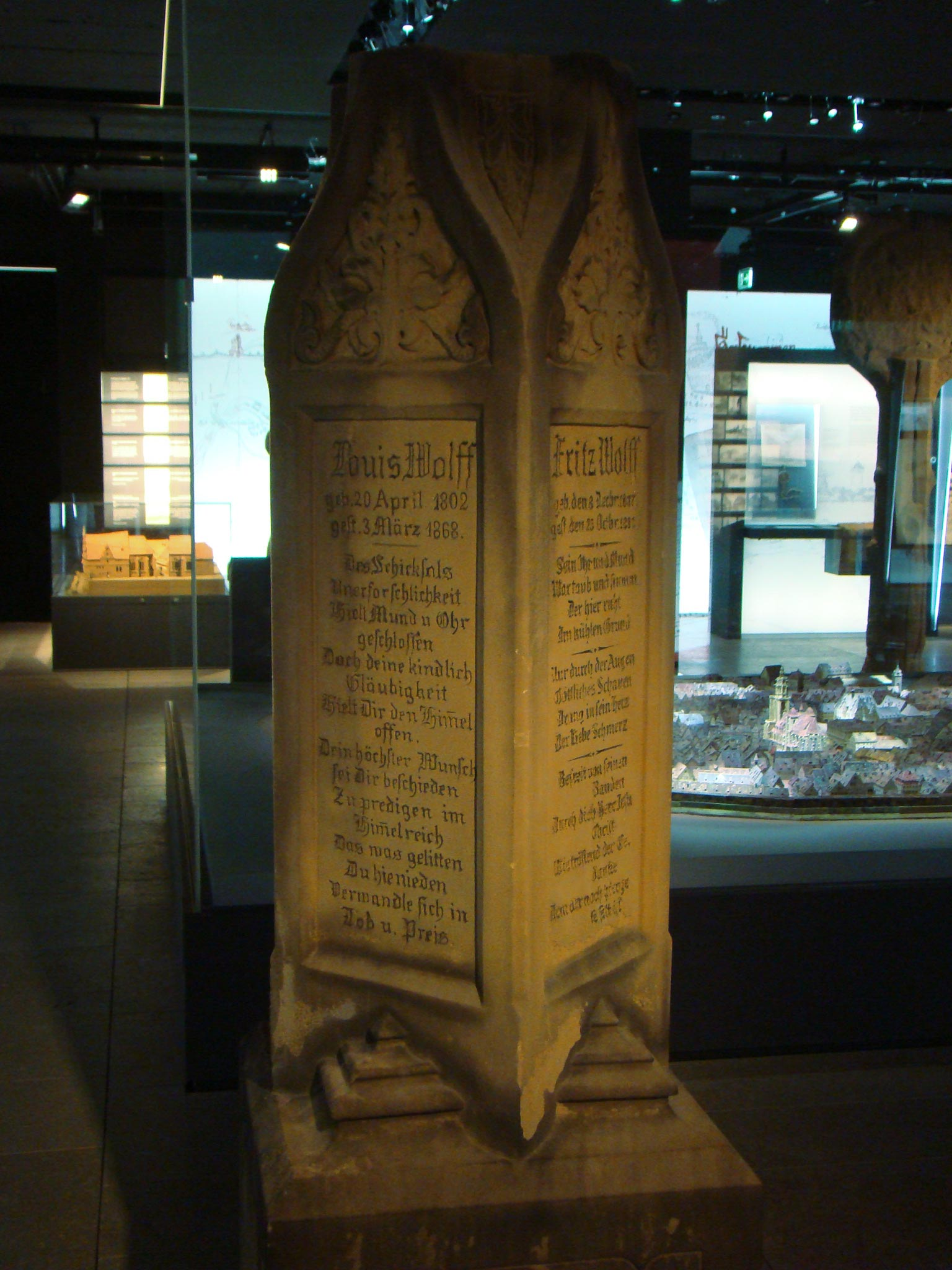
Grabstein der Gebrüder Wolff im Haus der Stadtgeschichte (Heilbronn)

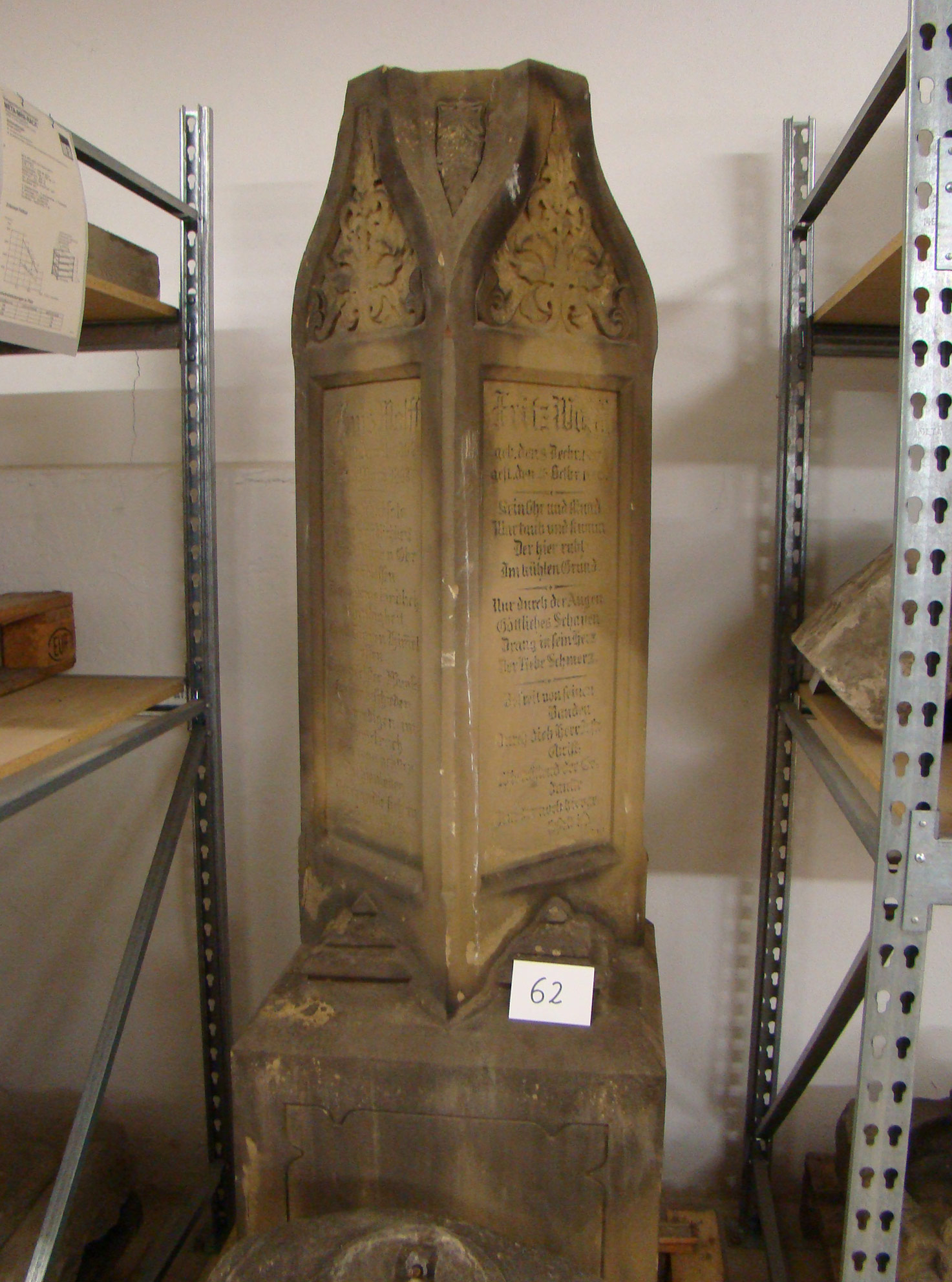
Vor seiner musealen Aufstellung befand sich der Grabstein der Brüder bis 2012 im Heilbronner Lapidarium

Die Gebrüder Wolff waren ein taubes Brüderpaar aus Heilbronn, das dort eine Lithografische Anstalt errichtete, deren Lithografien zu den wichtigsten bildlichen Darstellung württembergischer Städte zur Zeit des Biedermeier im frühen 19. Jahrhundert gehören.

## Geschichte
Louis (Ludwig) Wolff (* 20. April 1802; † 3. März 1868) und Fritz (Friedrich) Wolff (* 8. Dezember 1807; † 25. Oktober 1850) waren Söhne des Heilbronner Bäckermeisters Karl Ludwig Wolff (1761–1826) und dessen Frau Maria Magdalena geb. Kenngott (1764–1840). Die Eltern hatten insgesamt 15 Kinder, von denen jedoch nur acht das Erwachsenenalter erreichten. Die Brüder Louis und Fritz (außerdem auch ihre Schwester Louise) waren taub, hatten jedoch eine außergewöhnliche zeichnerische Begabung, die dem Rat der Stadt Heilbronn nicht verborgen blieb, der möglicherweise dazu beitrug, dass die Brüder auf die 1818 gegründete Lithografische Anstalt nach Stuttgart entsandt wurden, wo sie die neue Technik der Lithografie erlernen sollten. Ihre Ausbildung in Stuttgart können sie frühestens 1821 begonnen haben, da die Königliche Lithographie zunächst nur Waisenhauszöglingen offenstand und erst ab 1821 auch andere Schüler aufnahm.
Eine mit der Feder gezeichnete und lithografierte Ansicht des Wilhelmskanals von Louis Wolff aus dem Jahr 1822 ist überliefert, trägt aber noch keinen Hinweis darauf, dass sie in der eigenen Steindruckerei der Brüder Wolff produziert worden wäre. Diese wurde offenbar erst später, um 1825, in Heilbronn gegründet. In diesem Jahr zeigten die Brüder Wolff erstmals Proben ihrer Kunst auf einer Kunstausstellung. Das Unternehmen wurde zunächst als Steindruckerei und ab 1830 als Lithographische Anstalt bezeichnet.
Die Brüder verlegten zunächst lithografische Ansichten der Stadt Heilbronn im Stil der Stuttgarter „Kleinen Ebnerschen Blätter“, die jedoch unkoloriert und sowohl einzeln als auch in Serien erhältlich waren. Die Erinnerungen an Heilbronn wurden zunächst 1829 und 1830 in vier Heften mit je sechs eingelegten Bildern publiziert. Die Serie sollte damit eigentlich bereits abgeschlossen sein, doch erschienen später noch zwei gleichartige weitere Hefte, so dass der Zyklus insgesamt 36 nummerierte Stadtansichten enthielt. 1838 wurden außerdem einige Motive dieser Serie durch andere ersetzt und mehr als ein Dutzend Ansichten neu gezeichnet und lithografiert, wobei neue technische Anlagen wie die Eisenbahn und das Dampfboot in die aktualisierten Bilder einbezogen wurden. Insgesamt besteht damit die Serie aus über 50 Heilbronner Stadtansichten. Nr. 1 bis 24 sind weder in der ersten noch in späteren Versionen signiert, Nr. 25 bis 36 mit F. W. monogrammiert; insgesamt scheint Fritz Wolff den größeren Teil der Zeichnungen geschaffen zu haben, die die Brüder Wolff veröffentlichten.
Die Brüder Wolff erstellten auch Ansichten von Ludwigsburg, Weinsberg, Wimpfen sowie weiteren Orten in Hohenlohe und Oberschwaben. Die Blätter zeigen in einer detailreichen, realistischen Qualität repräsentative Plätze und Gebäude sowie Szenen aus dem städtischen Leben wie Schützen-, Sänger- und Turnfeste. Die Lithografische Anstalt in Heilbronn besorgte darüber hinaus auch den Druck zahlreicher Geschäftsdrucksachen sowie die Fertigung von Buchillustrationen, etwa zu Heinrich Titots Beschreibung und Geschichte der evangelischen Hauptkirche zu Heilbronn von 1833. Diverse Ortsansichten in der Zeitschrift des Historischen Vereins für das wirttembergische Franken stammen ebenfalls aus dem Wolffschen Unternehmen, stellten aber zum Teil nur Reproduktionen von Zeichnungen anderer Künstler dar. 1841 schufen die Brüder Wolff ein Bild, das die Ankunft des ersten Dampfschiffs in Heilbronn zeigte, 1842 folgte ein Panorama des Neckars von Heilbronn bis Heidelberg, das Fritz Wolff aus der Vogelperspektive gezeichnet hatte. In derselben Manier wurde auch das Panorama der Eisenbahn von Heilbronn bis Eßlingen gestaltet, das 1846 veröffentlicht wurde, obwohl die Bahnlinie erst 1848 in Betrieb ging. Auch zum ersten Turnfest, das 1846 in Heilbronn abgehalten wurde, schufen die Brüder Wolff ein Ereignisbild. Anlässlich des Brandes des Wirtschaftsgebäudes auf dem Wartberg 1844 wurde offenbar die einzige mehrfarbige Wolffsche Lithographie, die bekannt ist, geschaffen: Eine zweite Steintafel wurde hier genutzt, um ein flächiges Rot aufzubringen, während sonst sämtliche Bilder der Brüder Wolff nur schwarzweiß lithographiert und von Hand koloriert wurden.
Obwohl die Brüder künstlerisch begabt waren und lesen und schreiben konnten, galten sie aufgrund ihrer Behinderung als nicht geschäftsfähig und hatten auch kein Bürgerrecht. In geschäftlichen Dingen wurden sie bis zum Tode des Vaters 1826 von diesem vertreten, danach wurde von der Stadt ein Pfleger eingesetzt. Später wurde der Bruder Heinrich Wolff (1799–1859) Geschäftsführer der Druckerei. Heinrich, der wie der Vater Bäcker war, erbte von der Mutter auch die beiden Häuser im Familienbesitz, in denen er den vier unverheirateten Geschwistern auf Lebenszeit Wohnrecht und den Brüdern Louis und Fritz darüber hinaus Geschäftsräume für ihre Druckerei einzuräumen hatte. Es handelte sich dabei um die Häuser Nr. 373 und 374 (später Kramstraße 2) am Brückentor. Im Haus Nr. 374 betrieb Heinrich Wolff außerdem seine Bäckerei.
Die Blütezeit der Vedute war in den letzten Lebensjahren Fritz Wolffs schon vorüber und die Lithografie konnte sich gegen den Holzdruck, der für Buchillustrationen aus technischen Gründen eher in Betracht kam, und den Stahlstich, der etwa seit 1820 aufgekommen war, nur schwer behaupten. Die Brüder Wolff gerieten offenbar um 1840 in wirtschaftliche Schwierigkeiten; sie hatten laut einer Auskunft des Stadtrates an den Lithografen und Konkurrenten August Rostert, der später den Betrieb übernahm, „kaum zureichenden Erwerb“. Um 1842 erhielten sie vom Rat der Stadt Heilbronn die Genehmigung, ihr Unternehmen zu veräußern, fanden jedoch keinen geeigneten Käufer.
Nach dieser Zeit sind nur noch wenige Arbeiten der Brüder überliefert, deren künstlerische Qualität hinter früheren Arbeiten zurücksteht. Fritz Wolff verstarb bereits 1850 mit 43 Jahren. Heinrich Wolff musste aus gesundheitlichen Gründen 1853 seine Rolle als Geschäftsführer abtreten, worauf der Graveur Gottlob Beitter diese Rolle einnahm. Kurz darauf wurde im Spätjahr 1853 die Lithografische Anstalt von der Pflegschaft Louis Wolffs zum 1. April 1854 an August Rostert (1813–1868) verkauft, der 1847 trotz der warnenden Worte des Stadtrates sein eigenes Unternehmen gegründet hatte und dieses nun mit dem Wolffschen vereinigte. Er musste sich verpflichten, Louis Wolff weiterzubeschäftigen, der im selben Jahr wie Rostert starb.
Der Grabstein der Brüder Wolff befand sich einst auf dem Alten Heilbronner Friedhof, danach im Heilbronner Lapidarium und steht seit 2012 im Heilbronner Haus der Stadtgeschichte. Auf dem säulenförmigen Stein sind Inschriften für Fritz, Louis und Louise Wolf sowie für Louis Roth, der mit den Geschwistern Wolff befreundet war, zu lesen.
Zahlreiche Lithografien der Brüder sind in den Städtischen Museen Heilbronn zu sehen; zwei Porträts der Brüder stammen vermutlich von Fritz Wolf und dürften gegen Ende der 1840er Jahre geschaffen worden sein. Sie befinden sich in Privatbesitz.

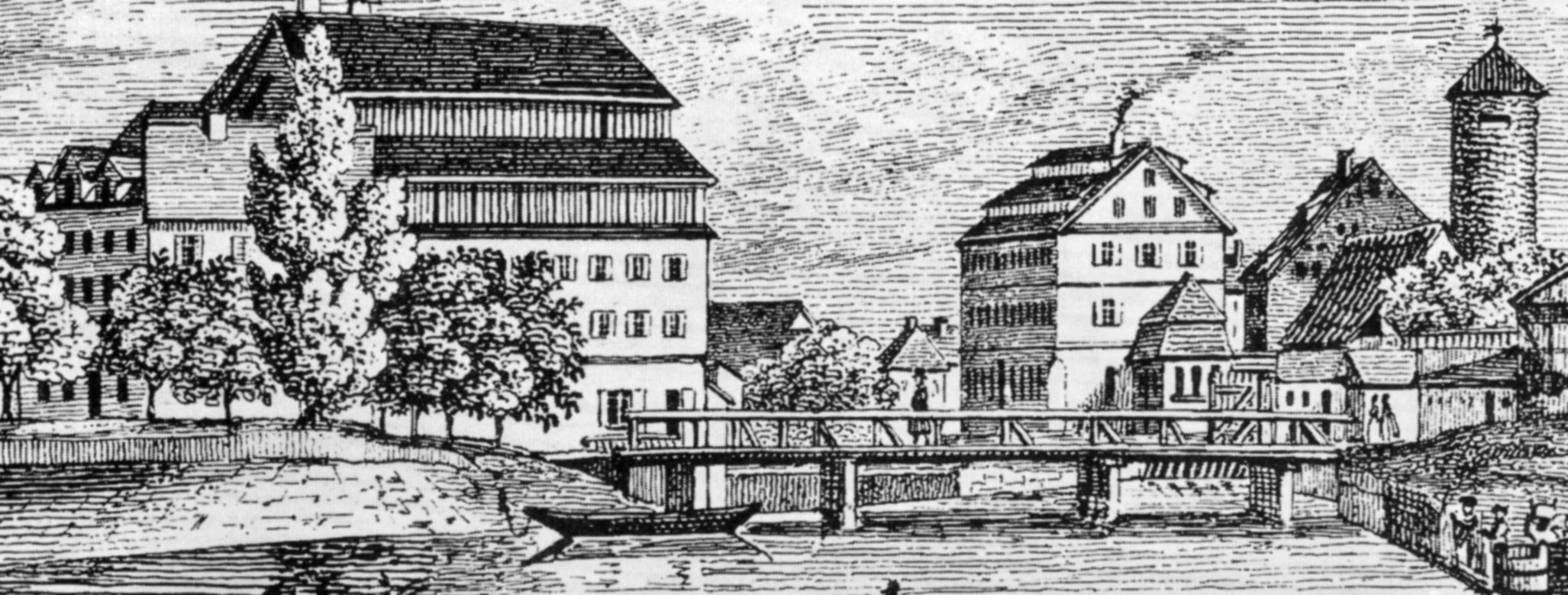
Die zwei Papiermühlen in Heilbronn, Lithografie der Gebrüder Wolff (Detail)
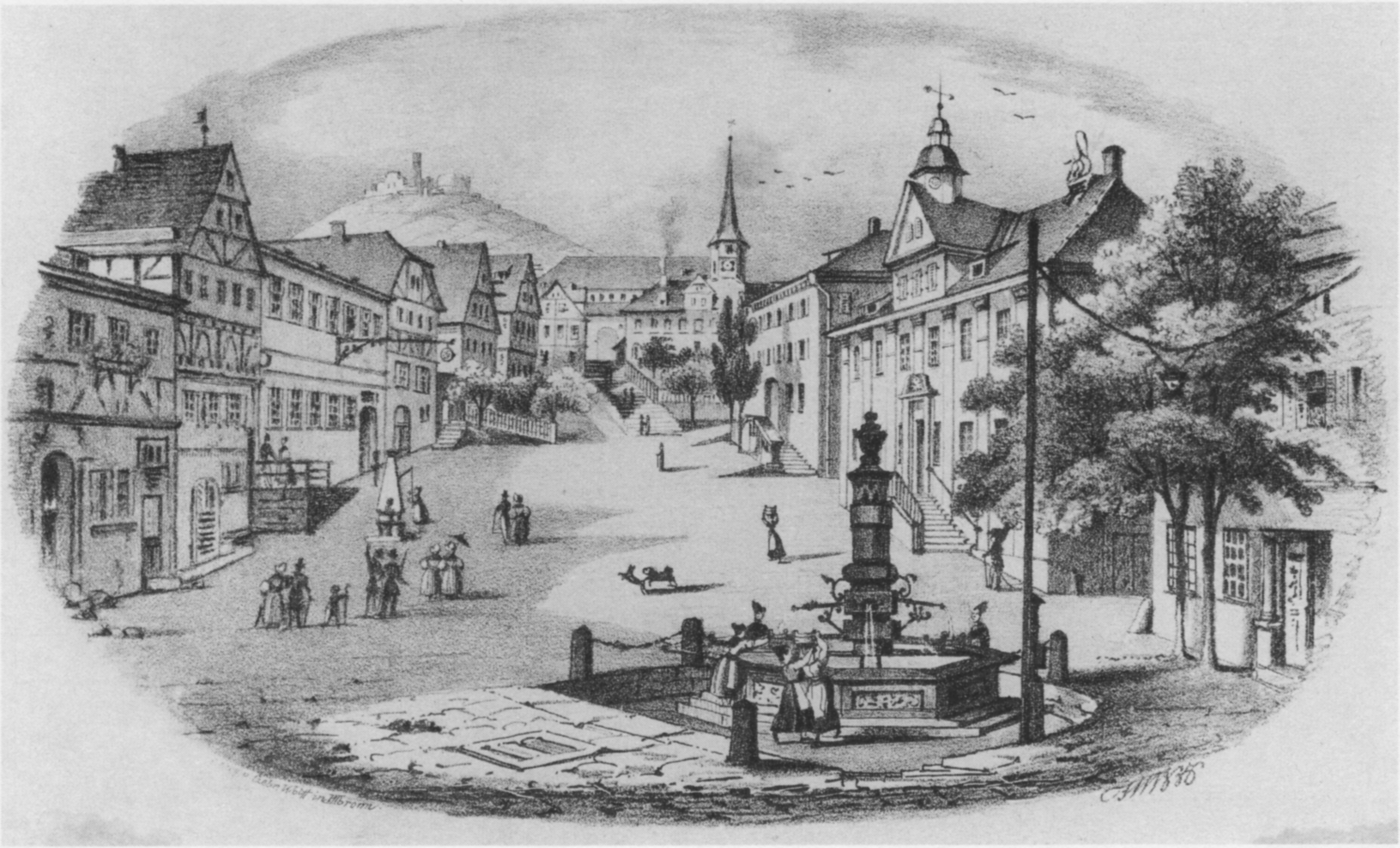
Weinsberg nach 1835, Lithografie der Gebrüder Wolff
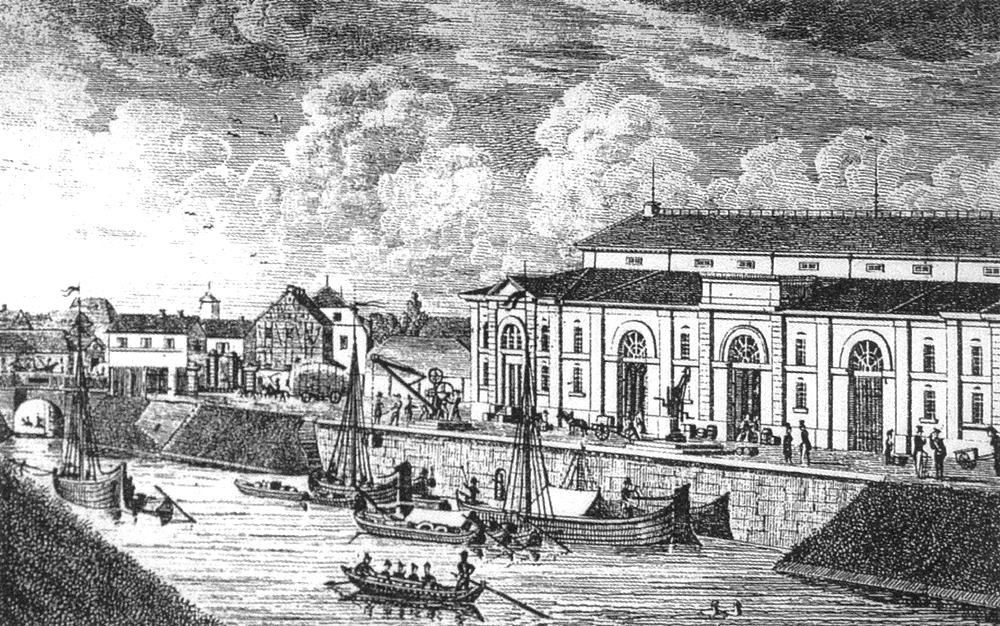
Königliches Hallamt in Heilbronn, Lithografie der Gebrüder Wolff
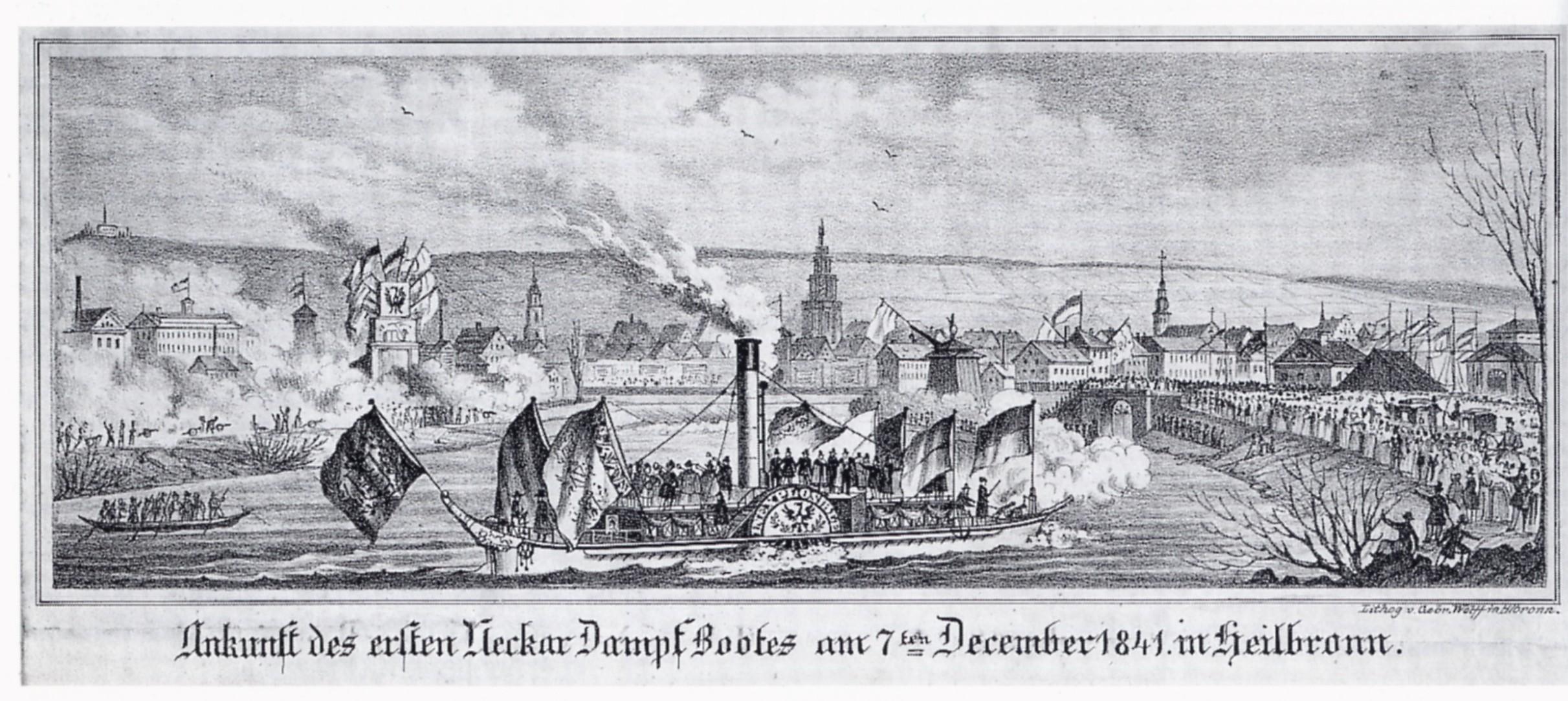
Dampfschiff erreicht Heilbronn, Lithografie der Gebrüder Wolff, 1841